# 뱀파이어 킬러
《뱀파이어 킬러》(Vampire Killer)는 코나미가 MSX2로 발매한 액션 플랫폼 게임이다. 1987년 10월 30일 일본서 《악마성 드라큘라》라는 제목으로 처음 출시됐다.
한 달 앞서 출시됐던 패미컴의 《캐슬바니아》와 동시에 개발됐다. 일직선 진행형의 플랫폼 게임이었던 패미컴 작품보다는 좀 더 열린 공간을 지향하는 비선형 구조로 되어있어, 1987년에 발매된 《캐슬바니아 II: 사이먼의 원정》의 액션 어드벤처 게임플레이를 먼저 도입했다.

## 게임플레이
《뱀파이어 킬러》는 패밀리 컴퓨터로 발매된 《캐슬바니아》와 달리 비선형 방식의 게임플레이 구조를 채택했다. 《캐슬바니아 II: 사이먼의 원정》과 유사하게 원시적인 메트로배니아 형식을 갖췄다.

## 참조

### 주해
1. ↑  悪魔城ドラキュラ